# Big Beach Sports
Big Beach Sports é um jogo de esportes lançado exclusivamente para o Wii, desenvolvido pela HB Studios e produzido pela THQ. O jogo é uma coleção de simulação de seis esportes, os quais o jogador deverá competir numa locação de um resort na praia. Os esportes incluem: Futebol americano, voleibol, futebol, bocha, críquete e golf de disco. O jogo não é totalmente realista quanto a simulação dos esportes, mais possui um esquema de regras simples e cenários estilizados de praia. O jogo é notável por ser o terceiro jogo de Wii a disponibilizar conectividade com o Nintendo DS (O primeiro foi Pokemon Battle Revolution e o segundo foi Geometry Wars: Galaxies). Big Beach Sports também foi o primeiro a disponibilizar um jogo de críquete no Wii. Foi lançado em 24 de junho de 2008.

## Conectividade DS/Wii
O Nintendo DS faz o download de uma pequena aplicação do Wii que permite o jogador desenhar e criar seu próprio personagem (olhos, ouvidos, nariz, boca e sobrancelhas) e depois enviar do DS para o Wii. O personagem criado vai aparecer no jogo. A aplicação não requer nenhum jogo inserido no Nintendo DS.

## Ligações Externas
- Site Oficial (em inglês)
- Ficha do jogo no GameStart